# ماري يانسن
ماري يانسن (بالإنجليزية: Marie Jansen)‏ هي مغنية أوبرا وممثلة أمريكية، ولدت في 18 نوفمبر 1857 في بوسطن في الولايات المتحدة، وتوفيت في 20 مارس 1914 في وينثروب ‏ في الولايات المتحدة.

## وصلات خارجية
- ماري يانسن على موقع قاعدة بيانات برودواي على الإنترنت (الإنجليزية)